# Ángel Caamaño Mulas
Ángel Caamaño Mulas   (Salamanca, 25 de gener de 1978),més conegut com a Tom, és un exfutbolista castellanolleonès, ocupant la posició de porter.
Sorgeix del planter de la UD Salamanca. La temporada 98/99 puja al primer equip. Eixe any els salmantins estan a la màxima categoria, però és el tercer porter, per darrere de Stelea i Aizpurua, i no disputa cap encontre. A les postres, el Salamanca baixa a Segona Divisió. A l'any següent ja debuta amb el conjunt castellanolleonès en competició lliguera, en un encontre de la categoria d'argent. Hi seria suplent al Salamanca fins a la temporada 04/05, en la qual disputa 29 partits. Eixa campanya finalitza amb un nou descens, a Segona B. Durant la temporada 2001-02 fou cedit al CE Sabadell. Posteriorment, la carrera del porter prossegueix en equips més modestos, com el CD Guijuelo i la UD Almansa.
Un cop retirat, esdevé entrenador i, anys després, directiu esportiu, passant per clubs com l'Unionistas de Salamanca.